# Rachiv
Rachiv (in ucraino Рахів?; in ungherese Rahó; in romeno Rahău; in russo Рахов?, Rachov; in ruteno Рахово, traslitterazione Rachovo) è una città ucraina (15 536 abitanti), nel distretto di Rachiv, nell'oblast' della Transcarpazia. Ospita l'amministrazione del distretto di Rachiv e  della comunità territoriale di Rachiv, una delle comunità territoriali dell'Ucraina..
Esistono diversi nomi alternativi usati per questa città. Ruteno: Рахово/Rahovo; Ungherese: Rahó; Rumeno: Rahău; Russo: Рахов/Rachov; Yiddish: ראחוב/Rakhev o Rakhyv; Slovacco: Rachov; Tedesco: Rachiw; Polacco: Rachów.

## Società

### Evoluzione demografica
Nel 2001, la popolazione era di 14.969 abitanti, che includevano 1.037 ungheresi e anche significative minoranze romene e rutene.

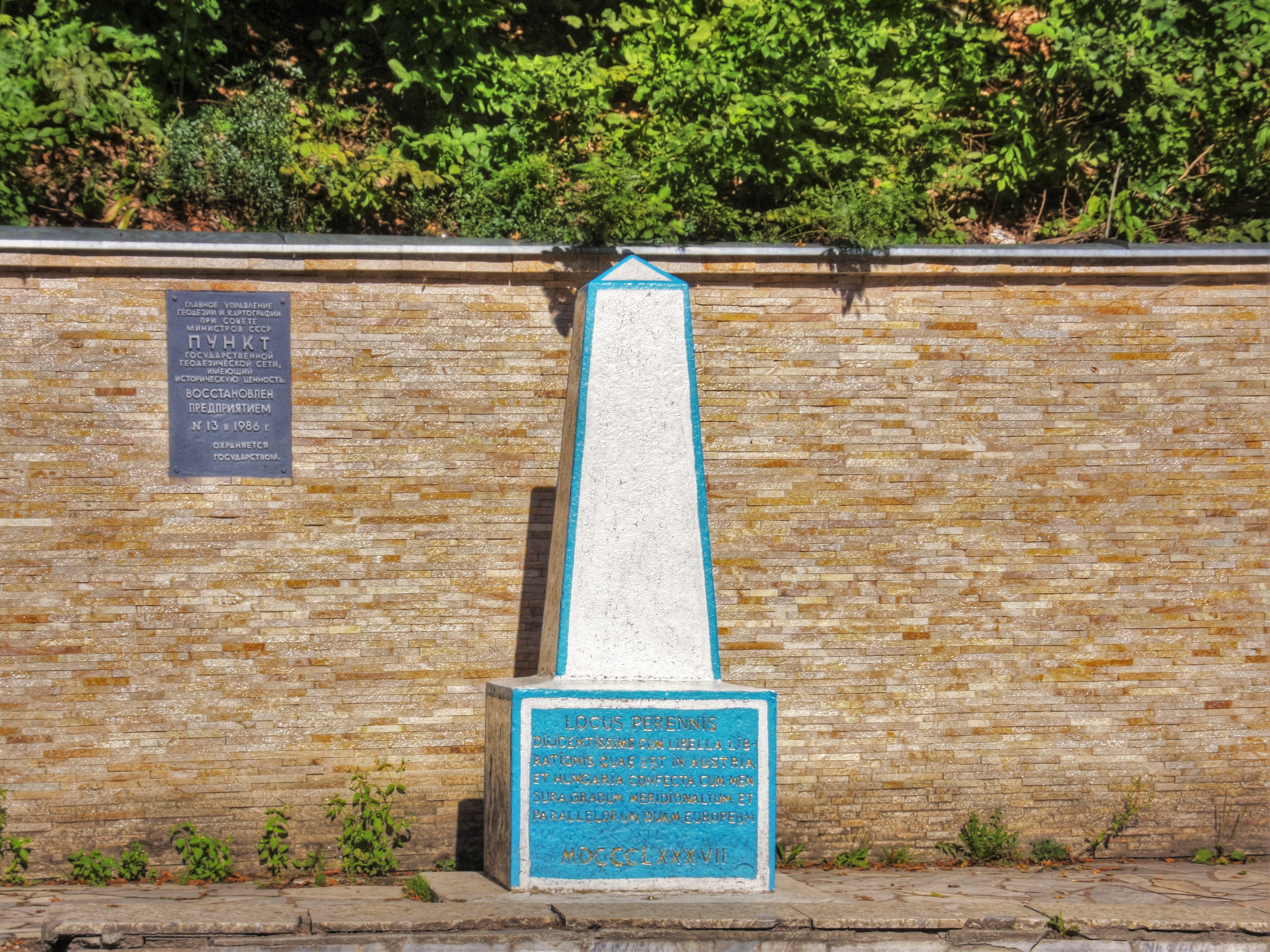
Cippo del 1887 a Dilove presso Rachiv che segna il luogo del centro geografico dell'Europa

## Geografia fisica

### Territorio
Con un'altitudine di 430 metri sul livello del mare, Rachiv è la città più alta dell'Ucraina.
Rachiv, o più precisamente il villaggio di Dilove, vicino alla città, è uno dei diversi luoghi dell'Europa che aspirano alla qualifica di centro geografico dell'Europa. Il monumento a Dilove, situato a 47°57′46.47″N 24°11′14.4″E, è il punto calcolato nel 1887 dai geografi dell'Impero austro-ungarico, e reca un'iscrizione in lingua latina: "Locus perennis diligentissime cum libella librationis quae est in Austria et Hungaria confecta cum mensura gradum meridionalium et parallelorum Europe. MDCCCLXXXVII."
Il quartier generale della Riserva della Biosfera dei Carpazi si trova a Rachiv.

### Clima
Il clima a Rachiv è un sottotipo estivo mite / freddo (Köppen: Dfb) del clima continentale umido.

## Storia
Nel 1919 Rachiv fu parte dell'effimera Repubblica huzula, che aveva come capitale il vicino villaggio di Jasinja.
Durante la prima guerra mondiale, nell'inverno 1917-1918, Tomáš Garrigue Masaryk si fermò a Rachiv nell'hotel "Ucraina" per studiare la situazione sul fronte rumeno durante la prima guerra mondiale, come ricorda una placca.

## Amministrazione

### Gemellaggi
- Bielsk Podlaski, Polonia
- Seghedino, Ungheria

## Galleria d'immagini

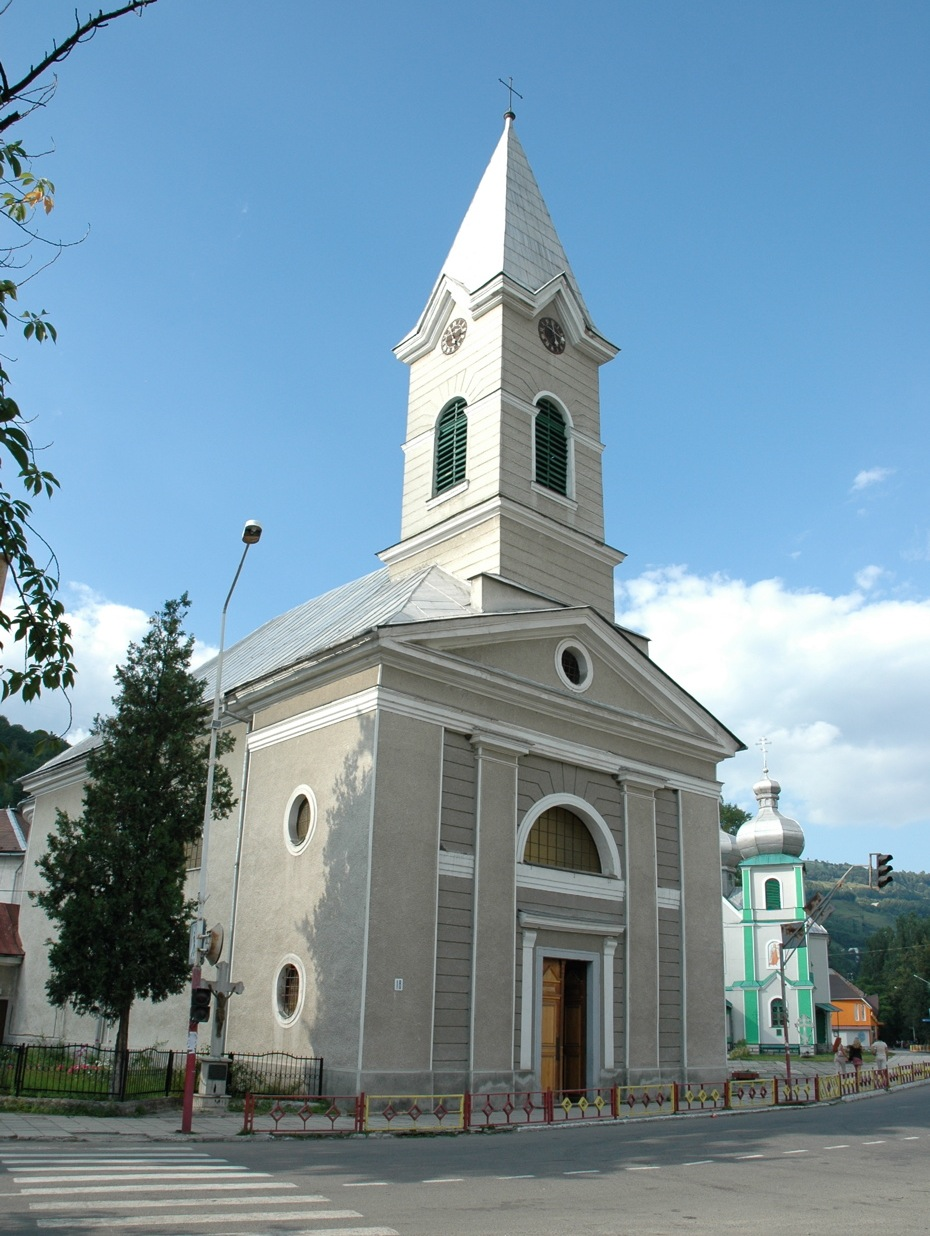
Chiesa di San Giovanni Nepomuceno
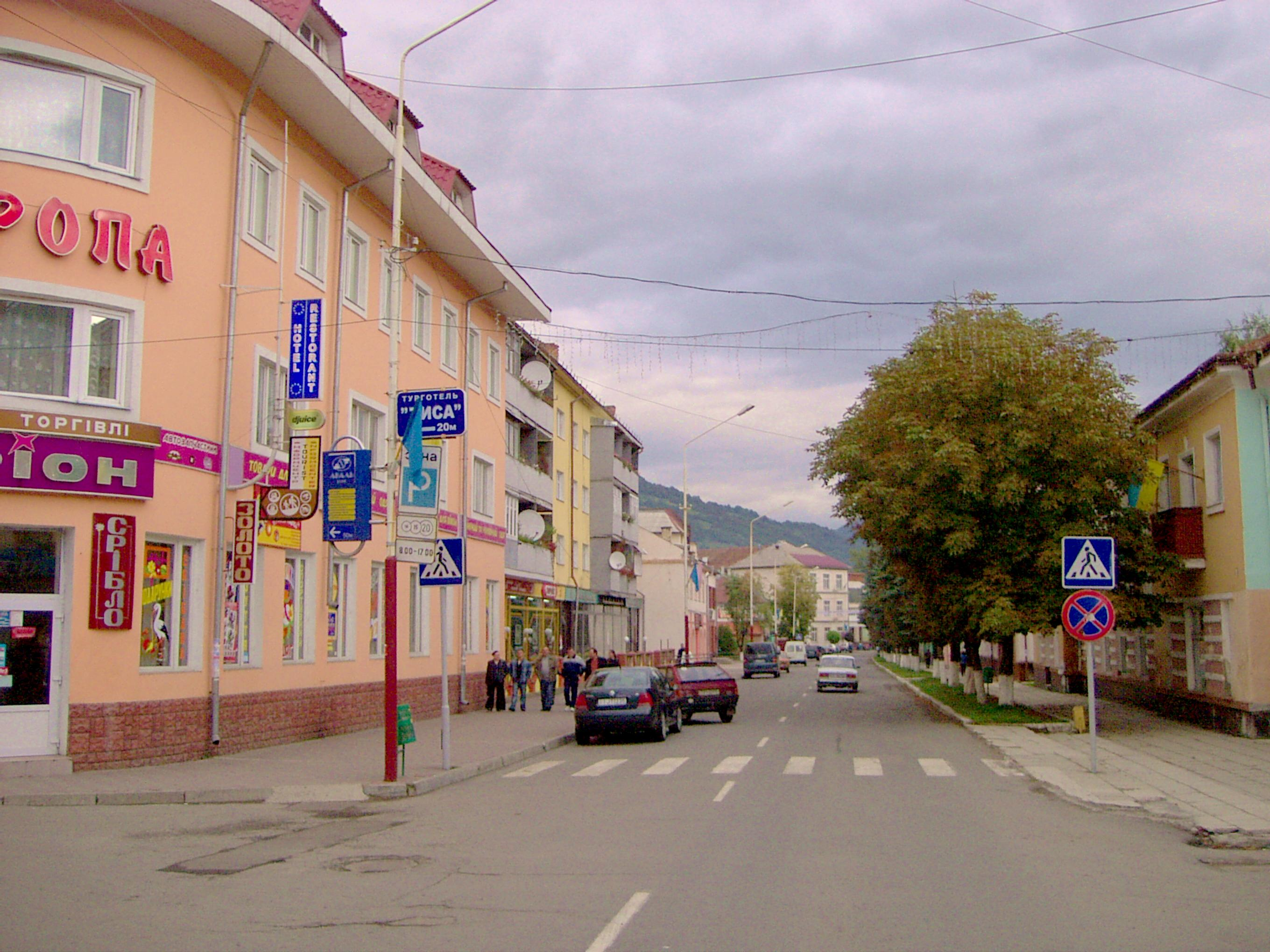
Hotel Europa a Rachiv
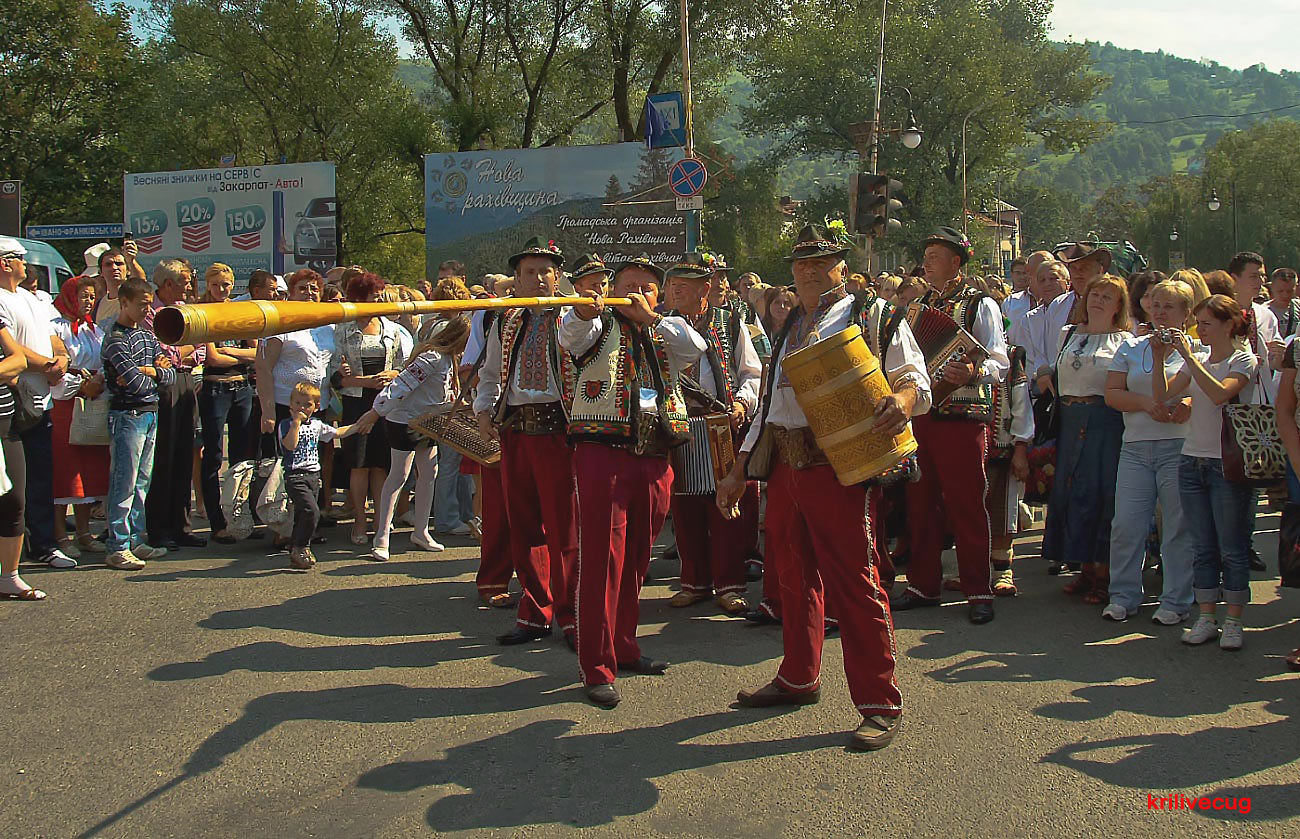
Festival Hutsul a Rachiv